# Dictyochales
Ordre
Synonymes
- Silicoflagellida [2],[3]

Les Dictyochales sont un ordre d’algues de la classe des Dictyochophyceae.

## Liste des familles
Liste des familles selon AlgaeBase (13 jan. 2022) et GBIF (1er mai 2021) :
- † Cornuaceae, Gem.
- Dictyochaceae, Lemmermann
- † Lyramulaceae, Tsumura
- † Mesocenaceae
- † Vallacertaceae Deflandre, 1950